# Brookfield (condado de Worcester)
Brookfield es un lugar designado por el censo ubicado en el condado de Worcester en el estado estadounidense de Massachusetts. En el Censo de 2010 tenía una población de 833 habitantes y una densidad poblacional de 279,19 personas por km².

## Geografía
Brookfield se encuentra ubicado en las coordenadas 42°12′54″N 72°6′10″O / 42.21500, -72.10278. Según la Oficina del Censo de los Estados Unidos, Brookfield tiene una superficie total de 2.98 km², de la cual 2.98 km² corresponden a tierra firme y (0%) 0 km² es agua.

## Demografía
Según el censo de 2010, había 833 personas residiendo en Brookfield. La densidad de población era de 279,19 hab./km². De los 833 habitantes, Brookfield estaba compuesto por el 97.48% blancos, el 0.12% eran afroamericanos, el 0.12% eran amerindios, el 0.24% eran asiáticos, el 0% eran isleños del Pacífico, el 0.12% eran de otras razas y el 1.92% pertenecían a dos o más razas. Del total de la población el 1.92% eran hispanos o latinos de cualquier raza.